# Heartaches

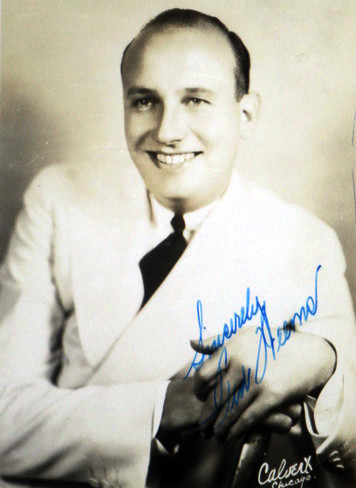
Foto de Ted Weems

Heartaches é uma música escrita por Al Hoffman e John Klenner. Esta música foi gravada primeiramente por Jacques Renard e orquestra, no ano de 1931. Porém, foi a gravação  de Ted Weems que ficou famosa no rádio em 1933.

## Origem
Em 1931 foi lançada a versão de Guy Lombardo e  no ano de 1933 foi lançada a versão do famoso Ted Weems. A banda do músico Ted Weems foi formada em 1922 com vários sucessos na década e se extinguiu em 1941, porém foi reconstituída em 1947. Nessa época, a gravação de "Heartaches" ficou conhecida nacionalmente quando era frequentemente tocada em uma rádio da Carolina do Norte. No mesmo ano, Weems regravou a melodia e o single foi um sucesso.
Vários músicos adaptaram "Heartaches" ao longo dos anos. O single ficou em primeiro lugar na parada de sucesso de pop da Billboard. A gravação original foi lançada pela gravadora Bluebird, já a mais famosa pela gravadora Decca.

## Versões
O artista Clyde McPhatter, que participou do conjunto Drifters, gravou a música Heartaches em um single de 1957 e em 1958 também foi lançado o single por Pat Boone. Billy Daniels e Patsy Cline, no ano de 1960 em 1962 respectivamente, fizeram cover da canção.
Gravações instrumentais de Chet Atkins, Ray Coniff e Billy Butterfield foram lançadas em 1956 e em 1963. A canção se tornou um pequeno fenômeno da internet no ano de 2020, onde os primeiros segundos do cover de Al Bowlly foram usados como sample para a primeira música do projeto Everywhere at the End of Time, uma série de álbuns retratando os estágios do Alzheimer produzida pelo músico eletrônico inglês James Leyland Kirby sob o pseudônimo the Caretaker. Isso fez a versão de Bowlly receber uma popularidade inesperada, com um upload do YouTube da canção recebendo mais de 1,9 milhão de visualizações.